# Február 26.
Február 26. az év 57. napja a Gergely-naptár szerint. Az évből még 308 (szökőévekben 309) nap van hátra.
Névnapok: Edina + Alexander, Décse, Edentina, Edna, Gécsa, Géza, Gyécsa, Győző, Izabel, Izabell, Izabella, Néró, Nesztor, Ottokár, Porfir, Rodelinda, Sándor, Szamira, Viktor. Szökőévben e napon 25-e névnapjai vannak, míg a maiak 27-re kerülnek át.

## Események

### Politikai események
- 1323 – Henrik szepesi prépost kerül a Veszprémi egyházmegye élére.
- 1658 – A roskildei békeszerződés aláírása Svédország és Dánia-Norvégia között.
- 1848 – Londonban német nyelven megjelenik a Kommunista kiáltvány.
- 1899 – Széll Kálmán alakít kormányt.
- 1952 – Elkészül Nagy-Britannia első atombombája.
- 1993 – Terrorista bombamerénylet a New York-i Világkereskedelmi Központban (WTC): ezer sebesült és öt halálos áldozat.
- 2007 – Hugo Chávez, Venezuela elnöke államosíttatja az Orinoco torkolatvidékének olajmezeit, amit addig nemzetközi olajipari cégek koncesszióként birtokoltak.

### Tudományos és gazdasági események
- 1948 – Megalapítják a Max Planck Társaságot.
- 2008 – Szabadon lebegő árfolyamrendszerre tért át a magyar forint.

### Egyéb események
- 1996 – 13 halálos áldozattal járó  autóbusz-baleset történik Kutason.

## Születések
- 1715 – Claude-Adrien Helvétius, francia filozófus, enciklopédista († 1771)
- 1802 – Victor Hugo francia író, drámaíró († 1885)
- 1808 – Boka Károly cigányzenész († 1860)
- 1808 – Honoré Daumier francia festőművész, szobrász, karikaturista, grafikus, litográfus († 1879)
- 1829 – Levi Strauss amerikai iparos, a farmernadrág névadója († 1902)
- 1852 – John Harvey Kellogg amerikai orvos († 1943)
- 1873 – ’Sigmond Elek magyar vegyészmérnök, az MTA rendes tagja († 1939)
- 1880 – Lionel Logue ausztrál beszédterapeuta († 1953)
- 1895 – Lakatos István erdélyi magyar zenetörténész, népzenekutató, főiskolai tanár († 1989)
- 1902 – Vercors (sz. Jean Bruller) francia regényíró († 1991)
- 1903 – Giulio Natta Nobel-díjas olasz kémikus, a Natta-projekció kidolgozója († 1979)
- 1905 – Gömöri Pál Kossuth-díjas orvos, belgyógyász, az MTA tagja († 1973)
- 1908 – Jean-Pierre Wimille francia autóversenyző († 1949)
- 1909 – Berzsenyi Ralph olimpiai ezüstérmes sportlövő († 1978)
- 1910 – Szergej Georgijevics Gorskov admirális, a szovjet flotta főparancsnoka († 1988)
- 1917 – Robert La Caze francia autóversenyző († 2015)
- 1922 – Balogh Erzsi magyar színésznő († 2008)
- 1926 – Darás Léna magyar színésznő († 1990)
- 1926 – Csák Kálmán romániai magyar molnár, muzeológus († 2018)
- 1927 – Kornis György magyar festő († 2011)
- 1928 – Fats Domino amerikai dzsesszénekes, dalszerző, zongorista († 2017)
- 1930 – Csapody István magyar botanikus, természetvédő († 2002)
- 1932 – Johnny Cash amerikai country-énekes, dalszerző, színész († 2003)
- 1936 – Tóth Tamás romániai magyar színész, színházigazgató († 2022)
- 1939 – Beke Sándor szlovákiai magyar rendező, színházigazgató a Gárdonyi Géza Színház Örökös Tagja
- 1945 – Victor Máté magyar zenész, zeneszerző, színész
- 1949 – Hollai Kálmán magyar színész († 2022)
- 1954 – Recep Tayyip Erdoğan török köztársasági elnök
- 1955 – Rupert Keegan brit autóversenyző († 2024)
- 1960 – Hannes Jaenicke német színész
- 1963 – Bayer Zsolt magyar publicista, Fidesz-alapító
- 1964 – Détár Enikő magyar színésznő
- 1970 – Bényi Ildikó magyar műsorvezető († 2025)
- 1976 – Ribarics Tamás magyar zenész, a Tales of Evening gitárosa († 2022)
- 1977 – Greg Rikaart amerikai színész
- 1984 – Beren Saat török színésznő
- 1988 – Demetrius Andrade amerikai amatőr ökölvívó
- 1993 – Fabian Hürzeler amerikai születésű német utánpótlás-válogatott labdarúgó és edző

## Halálozások
- 1548 – Lorenzaccio de’ Medici herceg, a Medici-család tagja (* 1514)
- 1638 – Claude Gaspard Bachet de Méziriac francia matematikus (* 1581)
- 1770 – Giuseppe Tartini itáliai zeneszerző, hegedűművész (* 1692)
- 1797 – Ivan Grigorjevics Csernisov orosz birodalmi tábornagy és tengernagy
- 1834 – Alois Senefelder a litográfia feltalálója (* 1771)
- 1878 – Pietro Angelo Secchi olasz csillagász, jezsuita szerzetes (* 1818)
- 1903 – Richard Jordan Gatling amerikai feltaláló, a Gatling-géppuska feltalálója (* 1818)
- 1907 – Giosuè Carducci Nobel-díjas olasz költő, klasszika-filológus (* 1835)
- 1941 – Lux Elek magyar szobrászművész (* 1884)
- 1945
  - Horváth Zoltán ügyvéd, újságíró, kiskunfélegyházi helyi politikus, országgyűlési képviselő (* 1880)
  - Szurmay Sándor magyar királyi honvédtiszt, gyalogsági tábornok és honvédelmi miniszter (* 1860)
- 1947 – Tihanyi Kálmán magyar fizikus, feltaláló (* 1897)
- 1964 – Károlyi Józsefné üzletasszony, színházigazgató, embermentő (* 1892)
- 1969 – Karl Jaspers német filozófus (* 1883)
- 1970 – Milt Fankhauser amerikai autóversenyző (* 1915)
- 1971 – Fernandel francia színész, komikus (* 1903)
- 1982 – Szobotka Tibor József Attila-díjas magyar író, műfordító, irodalomtörténész (* 1913)
- 1985 – Richter Richárd halálraítélt bűnöző (* 1956)
- 1993 – Turopoli Géza magyar tisztviselő, vállalatvezető, országgyűlési képviselő (* 1914)
- 1996 – Németh Marika magyar színésznő, operett-énekesnő (* 1925)
- 1998 – Russ Congdon amerikai autóversenyző (* 1927)
- 2000 – Szitás György magyar grafikus és képregényrajzoló (* 1926)
- 2001 – Duke Nalon amerikai autóversenyző (* 1913)
- 2001 – Johnny Fedricks amerikai autóversenyző (* 1925)
- 2003 – Christian Goethals belga autóversenyző (* 1928)
- 2014 – Novák Dezső kétszeres olimpiai bajnok, válogatott magyar labdarúgó (* 1939)
- 2017 – Berek Kati kétszeres Jászai Mari-díjas magyar színésznő, a nemzet színésze (* 1930)
- 2021 – Snell György esztergom-budapesti segédpüspök. (* 1949)
- 2024 – Hunyadkürti György Jászai Mari-díjas magyar színész, érdemes és kiváló művész, a kaposvári Csiky Gergely Színház örökös tagja (* 1951)
- 2025
  - Lukács Lóránt, Balázs Béla-díjas operatőr, filmrendező, motorcsónak-versenyző (* 1934)
  - Mécs Károly, kétszeres Kossuth-díjas magyar színész, a nemzet művésze (* 1936)
  - Michelle Trachtenberg, amerikai színésznő  (* 1986)

## Ünnepek, emléknapok, világnapok
- Kuvait: a felszabadulás napja